# 地方任命委員会
地方任命委員会 (英語: Local Appointments Commissions) はかつて存在していたアイルランドの委員会。地方自治体における上級職を、人物の成績に基づいて採用する事をその目的としていた。
地方政府の職の任命において身内びいきが横行しているのではないかという批判に対応し、ウィリアム・コスグレイヴ政権によって制定された1926年地方自治体（公務員および雇用者）法に基づき設立された。
2004年に公共任命サービス (英語: Public Appointments Service) に置き換えられた。